# História da biologia

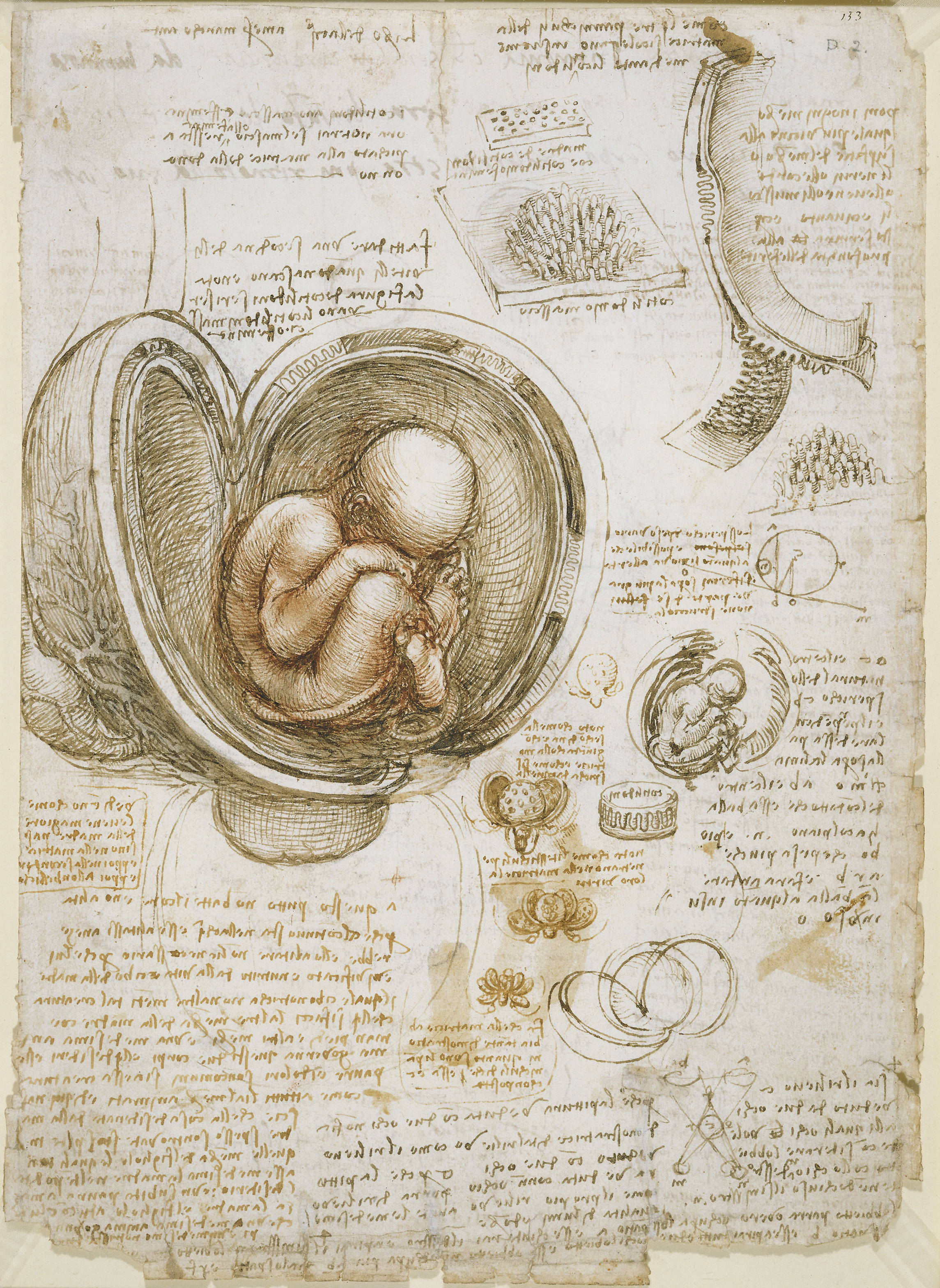
Estudo anatómico de um feto da autoria de Leonardo da Vinci, integrado numa série de estudos sobre a constituição da placenta. Durante o Renascimento, a colaboração entre artistas e naturalistas foi fundamental na divulgação de modelos visuais de anatomia

A história da biologia traça o estudo do meio vivo desde a Antiguidade até aos tempos modernos. Embora o conceito de biologia enquanto campo científico único e coeso só tenha surgido no século XIX, as ciências biológicas têm origem nas práticas ancestrais de medicina e de história natural que remontam à Aiurveda, à medicina do Antigo Egito e às obras de Aristóteles e Galeno durante a Antiguidade clássica. Esta tradição pioneira continuou a ser aperfeiçoada durante a Idade Média por médicos islâmicos e académicos como Avicena. Durante o Renascimento e no início da Idade Moderna, o raciocínio científico na Europa foi drasticamente alterado com a introdução do empirismo e com a descoberta de inúmeras formas de vida. Entre as figuras de relevo deste movimento destacam-se Andreas Vesalius e William Harvey, introdutores do experimentalismo e da observação científica na fisiologia, e naturalistas como Carlos Lineu e Buffon, pioneiros da classificação das espécies e dos registos fósseis, para além de obras no comportamento e desenvolvimento dos seres vivos. A microscopia veio revelar o até então desconhecido mundo dos microorganismos, fornecendo as bases para a teoria celular. A importância crescente da teologia natural, em parte como resposta à ascensão da filosofia mecânica, veio a potenciar o crescimento da história natural, embora assumisse ainda o argumento teleológico do criacionismo.
Ao longo dos séculos XVIII e XIX, as ciências biológicas como a botânica e a zoologia tornam-se campos de estudo cada vez mais profissionais. Inúmeros cientistas, como Lavoisier, começam a estabelecer ligações entre o mundo vivo e a matéria inanimada através da física e da química. Exploradores-naturalistas como Alexander von Humboldt investigam a interação entre os seres vivos e o seu meio físico, e a forma como esta relação é afetada pela geografia, estabelecendo as bases para a biogeografia, ecologia e etnologia. Os naturalistas começam a rejeitar o essencialismo e levam em conta a importância da extinção e da mutabilidade das espécies. A teoria celular forneceu uma nova perspetiva sobre os pilares fundamentais da vida. Estes progressos, em conjunto com as conclusões obtidas nos campos da embriologia e paleontologia, foram resumidos na teoria da evolução através da seleção natural de Charles Darwin. O fim do século XIX assistiu ao declínio da teoria da geração espontânea e à ascensão da teoria microbiana das doenças, embora o mecanismo da hereditariedade tivesse permanecido um mistério.
No início do século XX, a redescoberta do trabalho de Gregor Mendel levou a progressos imediatos no campo da genética, sobretudo através de Thomas Hunt Morgan e dos seus alunos. Durante a década de 1930, a conjugação dos conceitos patentes na genética populacional e na seleção natural dá origem à síntese neodarwiniana. Estas novas disciplinas científicas desenvolvem-se rapidamente, sobretudo depois de Watson e Crick terem revelado a estrutura do ADN. Após a instituição do "Dogma Central" e da descodificação do código genético, a biologia foi separada entre biologia organismal - que lida com organismos completos e grupos de organismos - e as áreas relacionadas com a biologia celular e molecular. Já no fim do século XX, novas áreas como a genómica e a proteómica vieram inverter esta tendência, já que biólogos "organismais" empregam técnicas moleculares, e biólogos moleculares e celulares investigam também as interações entre os genes e o meio ambiente, assim como a genética das populações naturais de organismos.

## Etimologia debiologia

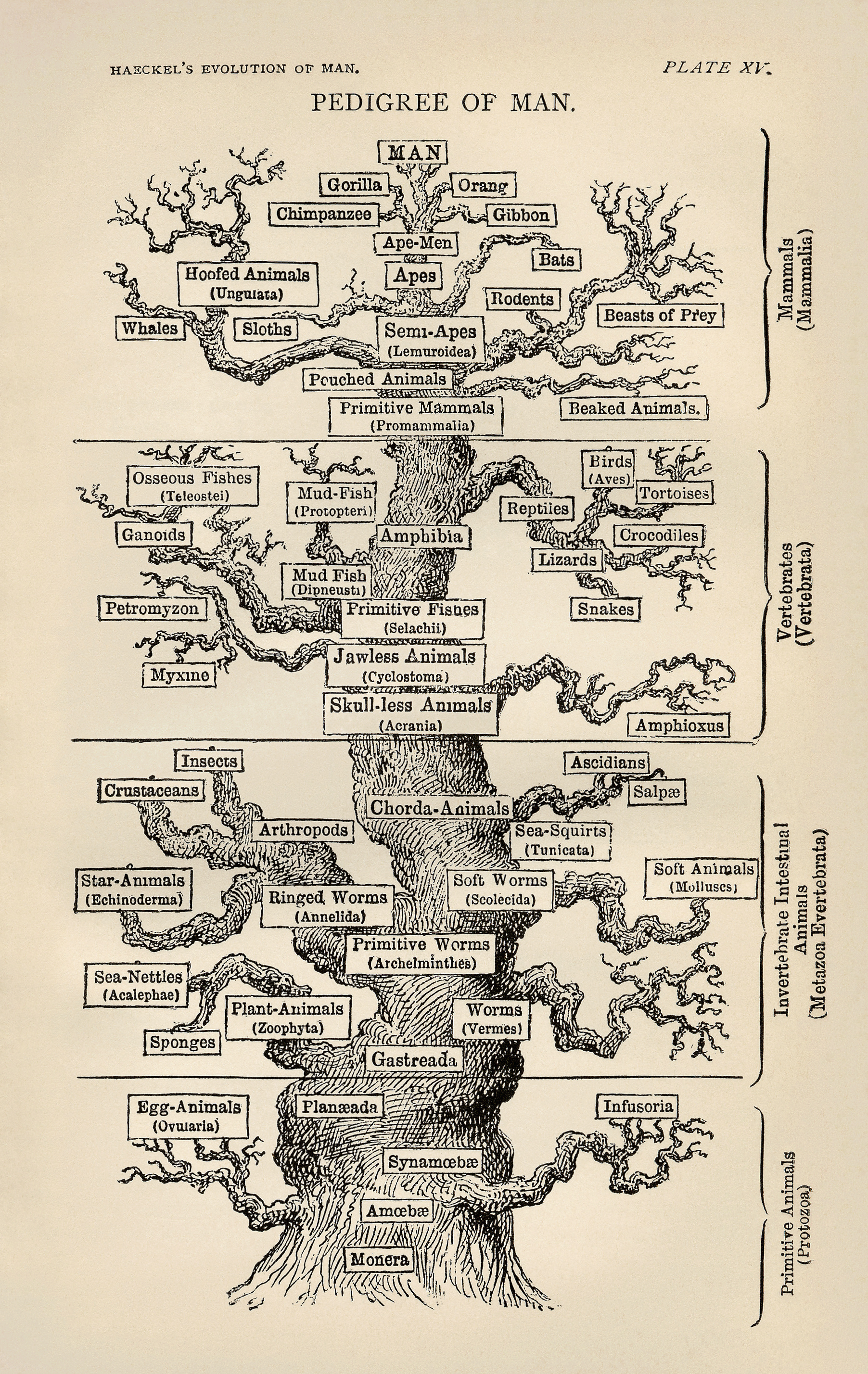
A Árvore da Vida segundo a interpretação de Ernst Haeckel, publicada em The Evolution of Man (1879)

A palavra biologia é formada através da conjugação do grego βίος (bios), que significa "vida", com o sufixo "-logia", que significa "ciência de", "conhecimento de" ou "estudo de", com base no verbo grego λέγειν (legein), ou "seleccionar", "colectar" (cf. o substantivo λόγος, (logos), "mundo").
O termo "biologia" na sua acepção contemporânea parece ter sido introduzido de forma independente na literatura científica por Thomas Beddoes em 1799, Karl Friedrich Burdach em 1800, Gottfried Reinhold Treviranus em 1802 em Biologie oder Philosophie der lebenden Natur e Jean-Baptiste Lamarck, igualmente em 1802 na obra Hydrogéologie. A palavra em si aparece no título do III volume da Philosophiae naturalis sive physicae dogmaticae: Geologia, biologia, phytologia generalis et dendrologia, publicado em 1766 por Michael Christoph Hanow.
Anteriormente à aceitação do vocábulo "biologia", os campos de estudo dos animais e plantas recorriam a vários termos. A história natural referia-se aos aspectos descritivos da biologia, embora também incluísse mineralogia e outras áreas de estudo para além da biologia. A partir da Idade Média e ao longo do Renascimento, as ciências associadas à história natural são unificadas segundo o conceito da scala naturæ. A filosofia natural e a teologia natural abrangiam as bases conceptuais e metafísicas da vida animal e vegetal, debruçando-se sobre os temas da razão da existência e comportamento dos seres vivos, embora também englobassem áreas que hoje são dos domínios da geologia, física, química e astronomia. Por sua vez, a fisiologia e a farmacologia pertenciam ao domínio da medicina. Nos séculos XVIII e XIX, e ainda anteriormente à aceitação alargada do termo biologia, a botânica, a zoologia e, no caso dos fósseis a geologia, vêm substituir a história natural e a filosofia natural. Os termos "botânica" e "zoologia" continuam a ser amplamente usados na actualidade, embora a par de outras subdisciplinas da biologia como a micologia e a biologia molecular.

## Conhecimento antigo e medieval

### Civilizações antigas
Os primeiros humanos demonstram ter possuído e transmitido entre si conhecimentos básicos sobre plantas e animais de forma a melhor garantir a sua própria sobrevivência. Isto pode ter incluído noções de anatomia humana e animal e alguns aspectos essenciais do comportamento animal, como os padrões migratórios. Contudo, o primeiro grande momento de transição no conhecimento biológico teve lugar durante a revolução neolítica há cerca de 10 000 anos, quando o Homem iniciou a domesticação de plantas e animais, através das práticas da agricultura e da pastorícia que acompanharam e possibilitaram a sedentarização populacional.
As culturas mesopotâmica, egípcia, chinesa e do subcontinente indiano, entre outras, viram nascer cirurgiões e teóricos das ciências naturais como Sushruta e Zhang Zhongjing, reflexo de um já avançado sistema de pensamento no campo da filosofia natural. No entanto, as raízes da biologia moderna são frequentemente contextualizadas na tradição secular da Filosofia Greco-Romana.
Um dos mais antigos sistemas organizados de medicina que se conhece teve lugar no subcontinente indiano sob a forma do Aiurveda, com origem por volta de 1500 a.C. a partir do Atarvaveda, um dos quatro mais antigos livros da cultura indiana. A tradição egípcia produziu igualmente textos influentes como o papiro de Edwin Smith. É também célebre pelo desenvolvimento de técnicas avançadas de embalsamamento, usadas no processo de mumificação, de forma a preservar os cadáveres da decomposição.
No contexto da antiga tradição chinesa, podem ser observados vários tópicos referentes à biologia dispersos por diferentes disciplinas, nos quais se incluem os trabalhos sobre fitoterapia, medicina, alquimia e filosofia. As práticas taoistas da alquimia chinesa, por exemplo, podem ser consideradas parte integrante das ciências da vida, devido à ênfase na sua relação com a saúde e na sua procura utópica pelo "Elixir da Longa Vida". A ordem da medicina tradicional chinesa normalmente refletia a teoria do Yin-yang e dos cinco elementos. Os filósofos taoistas, como Chuang-Tzu no século IV a.C., revelaram também propostas intrínsecas da evolução, como a negação da imutabilidade das espécies biológicas, e propondo que cada espécie teria desenvolvido determinada característica em resposta a determinados fatores ambientais.
A tradição aiurveda indiana propôs o conceito dos três humores, à semelhança dos quatro humores da medicina grega, embora o sistema aiurvédico fosse mais elaborado, definindo o corpo humano como composto por cinco elementos e sete tipos básicos de tecido. Os escritores aiurvédicos classificaram também os seres vivos em quatro categorias a partir do método de nascimento – ventre, ovos, calor e sementes – e explicaram em detalhe a concepção de um feto. Foram também autores de progressos significativos no campo da cirurgia, sem recorrer à dissecação humana ou vivissecção animal. Um dos mais antigos tratados aiurvédicos que se conhece é a obra Sushruta Samhita, atribuída a Sushruta e datada do século VI a.C.. Foi também uma das primeiras obras de materia medica, descrevendo em detalhe 700 plantas com propriedades medicinais, 64 preparados de base mineral e 57 de base animal.

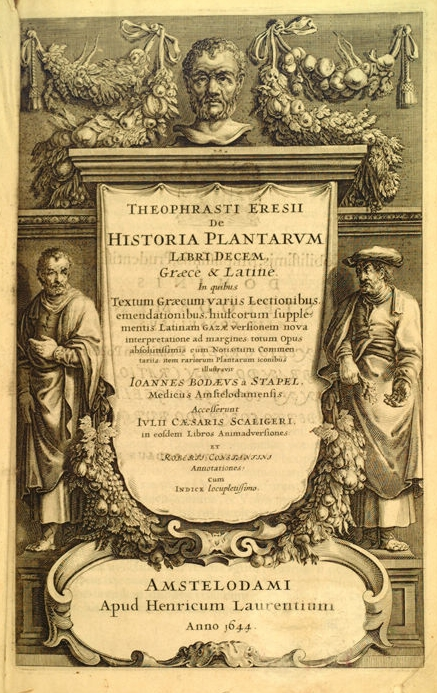
Frontispício de uma edição ilustrada de 1644 da Historia Plantarum, escrita por volta de 300 a.C

### A tradição Grega
Os filósofos pré-socráticos interrogavam-se sobre inúmeros aspetos ligados à vida, mas não foram capazes de produzir conhecimento sistemático significativo dentro do campo da biologia, embora os esforços dos atomistas para explicar a vida em termos puramente físicos tenha sido a partir de então recorrente na história da biologia. No entanto, as teorias formuladas por Hipócrates e pelos seus seguidores exerceram uma influência significativa, sobretudo o humorismo.
Aristóteles foi o mais influente académico durante a Antiguidade Clássica. Embora as suas primeiras obras de filosofia natural tenham sido fundamentalmente especulativas, os seus manuscritos posteriores revelam uma formulação empírica, focando as causas e diversidade biológicas. Realizou inúmeras observações do mundo natural, relativas sobretudo aos hábitos e atributos das plantas e animais à sua volta, sobre os quais efetuou também um amplo trabalho de categorização. No total, Aristóteles classificou 540 espécies animais, tendo dissecado pelo menos 50 delas. Acreditava que todos os processos naturais eram regidos por causas formais, e que o que diferenciaria, por exemplo, um homem de uma estátua seria a presença de uma alma.
Aristóteles, a par de praticamente todos os académicos ocidentais que se lhe seguiram até ao século XVIII, acreditavam que os seres vivos estariam organizados segundo uma escala de perfeição, desde as plantas, menos perfeitas, até aos humanos: a scala naturæ. Teofrasto, sucessor de Aristóteles no Liceu, escreveu uma série de livros sobre botânica – Historia Plantarum – hoje considerados como o mais relevante contributo da Antiguidade para a botânica, influentes ainda durante a Idade Média. Muitas das designações por si atribuídas continuam a ser usadas na atualidade, como carpos para a fruta, e pericarpion para o invólucro das sementes. Plínio, o Velho foi também notável pela produção de conhecimento sobre botânica e o mais prolífico compilador de descrições zoológicas da Antiguidade.
Alguns académicos do período helenístico durante a dinastia ptolemaica, sobretudo Herófilo e Erasístrato, trabalharam na revisão nas obras de fisiologia aristotélica, realizando inclusive vivissecções experimentais. Galeno viria a ser considerado a maior autoridade em medicina e anatomia. Embora alguns atomistas da Antiguidade como Lucrécio tivessem já posto em causa o ponto de vista aristotélico de que todos os aspetos da vida são consequência de um desígnio ou finalidade, a teleologia e, depois da ascensão do Cristianismo, a teologia natural, permaneceriam como elementos centrais do pensamento científico até aos séculos XVIII e XIX. Ernst Mayr defendeu que "Nada com impacto significativo aconteceu na biologia depois de Lucrécio e Galeno até ao Renascimento". O conhecimento expresso durante a Antiguidade sobreviveu ao tempo; no entanto, durante a Idade Média era aplicado de forma acrítica e sem o natural questionamento capaz de produzir novo conhecimento.

### Prática medieval e islâmica

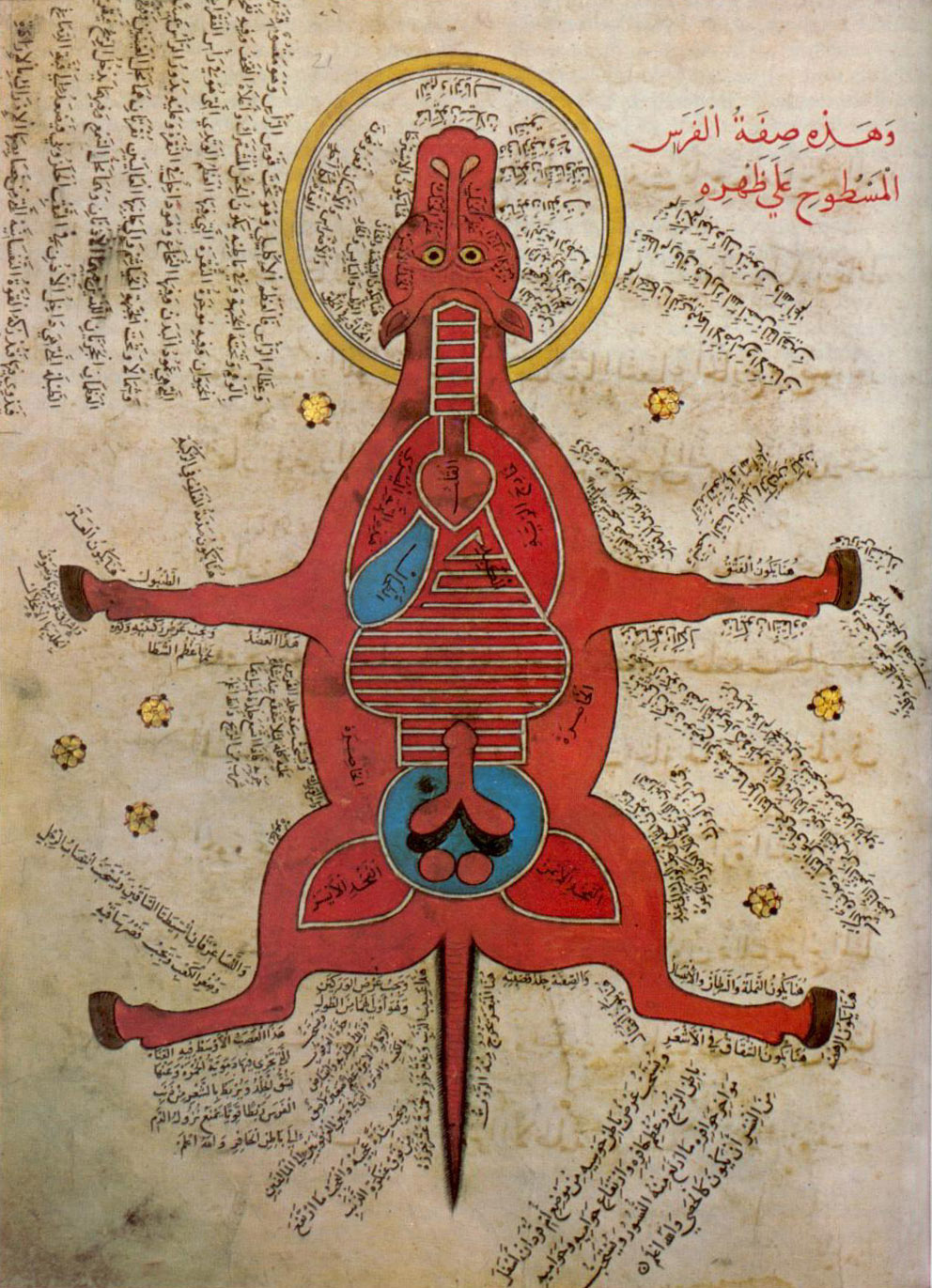
Ilustração anatómica de um cavalo, com origem no Egipto e datada do século XV

O declínio do Império Romano trouxe consigo o desaparecimento ou destruição de muita da literatura científica, embora os praticantes de medicina mantivessem vivas as tradições herdadas da Antiguidade grega através da prática quotidiana. No Império Bizantino e no mundo islâmico, muitas das obras gregas foram traduzidas para a língua árabe e preservadas muitas das obras de Aristóteles.
Os médicos, cientistas e filósofos islâmicos ofereceram contributos significativos para a ciência entre os séculos VIII e XIII, durante o que se convencionou chamar de Idade de ouro islâmica ou revolução agrícola islâmica. Na área da zoologia, por exemplo, o académico Al-Jahiz (781-869) propôs uma série de conceitos precursores da evolução, como a luta pela sobrevivência. Sugeriu igualmente a noção de cadeia alimentar, e foi um dos precursores do determinismo ambiental. O biólogo persa Al-Dinawari (828-896) foi o autor do Livro de Plantas, no qual descreveu pelo menos 637 espécies botânicas e apresentou noções sobre o crescimento, morfologia, e produção de flores e frutos. O polímata persa Al-Biruni descreveu a noção de seleção artificial e argumentou que a natureza funciona de maneira muito semelhante, o que tem sido comparado com a teoria da seleção natural das espécies.
No campo da investigação médica, o médico persa Avicena (980–1037) introduziu na obra O Cânone da Medicina os conceitos de ensaio clínico e farmacologia, texto que se assumiu como referência durante toda a educação médica europeia até ao século XVII. O andaluz Ibn Zuhr (1091-1161) foi um dos primeiros partidários da autópsia e dissecação experimentais, que levou a cabo para demonstrar que a sarna tinha origem num parasita, uma descoberta que viria a pôr em causa a teoria humoral. Foi também um precursor da cirurgia experimental, em que são testadas técnicas cirúrgicas em animais antes de serem aplicadas em humanos. Durante uma carestia no Egito em 1200, Abd-aI-Latif ao observar e examinar um número elevado de esqueletos, confirmou as afirmações de Galeno quanto à formação dos ossos do maxilar e do sacro.
No início do século XIII, o biólogo do Alandalus Abu Alabas Anabati concebeu um método científico para ser aplicado em botânica, introduzindo técnicas empíricas e experimentais no exame, descrição e identificação de materia medica, e fazendo a distinção clara entre as afirmações não comprovadas e as que têm como base exames e observações verídicas. Um dos seus alunos, ibne Albaitar (m. 1248), escreveu uma enciclopédia farmacêutica onde são descritas mais de 1400 plantas, alimentos e drogas, 300 das quais descobertas por si. Uma tradução em latim desta obra continuou a ser usada por biólogos e farmacêuticos europeus até ao século XIX.
O médico árabe ibne Nafis (1213-1288) foi igualmente um dos precursores da dissecação e autópsias experimentais, tendo descoberto em 1242 a circulação pulmonar e a circulação coronária, que são a base do sistema circulatório. Descreveu também o conceito de metabolismo, e desacreditou as teorias incorretas de Galeno e Avicena sobre os quatro humores.

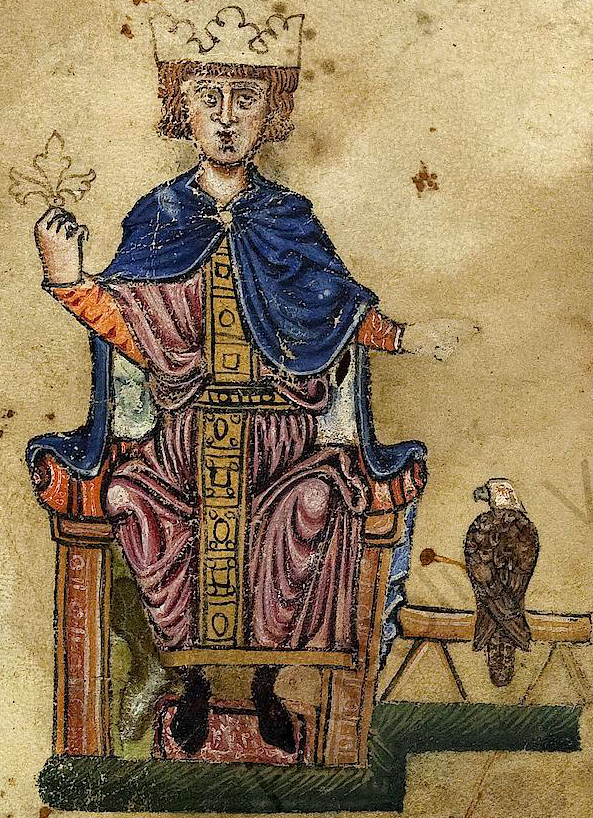
De arte venandi, da autoria de, um dos mais influentes textos medievais de história natural

Ao longo da Alta Idade Média, alguns académicos europeus como Hildegarda de Bingen, Alberto Magno e Frederico II alargaram o cânone da história natural. A ascensão das universidades europeias, embora fundamental para o desenvolvimento da física e da filosofia, pouca influência exerceu no ensino da biologia.

## Do Renascimento à Idade Moderna
O Renascimento na Europa veio renovar o interesse pela fisiologia e pela história natural empírica. Em 1543, Andreas Vesalius publica o tratado De humani corporis fabrica, fundamentado nas dissecações de corpos por si realizadas, e que inaugura a era moderna da medicina ocidental. Vesalius foi o primeiro de uma série de anatomistas que gradualmente fizeram a transição entre a escolástica e o empirismo na fisiologia e na medicina, fundamentando-se em estudos em primeira mão em vez de nas autoridades e raciocínios abstratos. A medicina, cujos tratamentos dependiam em grande parte dos fármacos obtidos pela ervanária, veio igualmente tornar urgente um renovado estudo científico das plantas. Otto Brunfels, Hieronymus Bock e Leonhart Fuchs foram autores de extensas obras de plantas selvagens e marcam o início de uma abordagem científica que se estenderia mais tarde à totalidade da flora. Os bestiários, um género literário que combina informações naturais e figurativas dos animais, tornam-se mais detalhados e precisos, sobretudo com as obras de William Turner, Pierre Belon, Guillaume Rondelet, Conrad Gessner e Ulisse Aldrovandi.
Os próprios artistas, como Albrecht Dürer ou Leonardo da Vinci, trabalhando em parceria com naturalistas, mostravam igualmente interesse nos corpos humanos e animais, estudando minuciosamente a sua anatomia e contribuindo para a divulgação de modelos visuais. A prática da alquimia, sobretudo através do trabalho de Paracelso, foi também uma importante fonte de contribuições para o estudo do meio vivo através da experimentação livre de interações entre matéria orgânica e fármacos biológicos e minerais. Estes eventos fazem parte de um contexto maior, a ascensão do mecanicismo que, até ao século XVII, representou uma alteração profunda na perspetiva científica à medida que a metáfora natureza como organismo foi sendo substituída pela metáfora natureza como máquina.

### Séculos XVII e XVIII
A classificação e nomenclatura das espécies foram dominantes na história natural ao longo de maior parte dos séculos XVII e XVIII. Carlos Lineu publicou em 1735 uma taxonomia elementar do mundo natural que constitui ainda hoje a base do trabalho científico nesta área e, na década de 1750, apresentou a nomenclatura binomial para todas as espécies por si estudadas. Enquanto que Linnaeus via as espécies como peças imutáveis de uma hierarquia rígida, outro notável naturalista do século XVIII, Buffon, encarou as espécies como categorias artificiais e os organismos como maleáveis, sugerindo até a possibilidade de origem comum.
Embora se opusesse à evolução, Buffon é uma figura-chave na história do pensamento evolutivo, cuja obra viria a influenciar as teorias evolucionistas de Lamarck e Darwin.
A descoberta, descrição e coleção de novas espécies tornou-se um passatempo entre a sociedade influente e uma lucrativa fonte de receitas para os mais aventureiros. Inúmeros naturalistas percorreram o mundo à procura de aventura e de novo conhecimento científico.

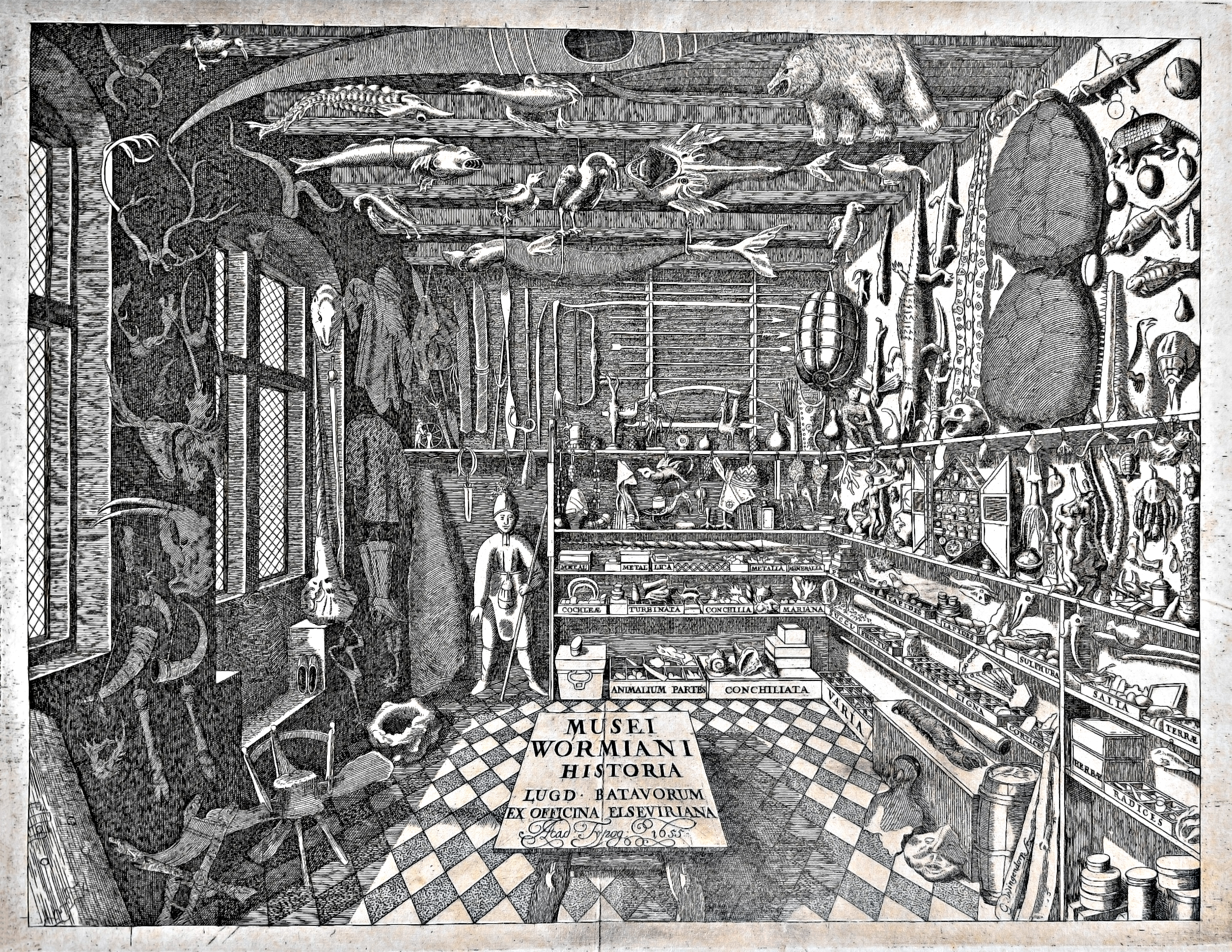
Os gabinetes de curiosidades, tal como este de Ole Worm, foram centros de difusão da biologia durante o início da Idade Moderna, reunindo no mesmo local organismos de todo o mundo. Antes da era dos descobrimentos, os naturalistas desconheciam ainda a imensa dimensão da diversidade biológica

Vários filósofos naturalistas, entre os quais William Harvey, prosseguiram o trabalho iniciado por Vesalius, investigando as funções do sangue, veias e artérias, recorrendo também a experiências em organismos vivos tanto animais como humanos. A sua publicação de De motu cordis (1628) marcou o princípio do fim da teoria de Galeno e, a par do estudo de Santorio Santorio sobre o metabolismo, foi o mais influente modelo para a abordagem quantitativa da fisiologia.
Durante o início do século XVII, o mundo da biologia começa a desenvolver-se. Alguns fabricantes de lentes e filósofos naturalistas tinham já vindo a criar microscópios rudimentares desde o fim do século XVI e Robert Hooke havia publicado em 1665 a obra seminal Micrographia, baseada em observações feitas por si com o seu próprio microscópio. Mas seria apenas com as inovações na óptica introduzidas por Anton van Leeuwenhoek na década de 1670, possibilitando uma ampliação até 200 vezes numa única lente, que os investigadores puderam descobrir a existência de espermatozoides, bactérias, infusórios e toda a diversidade inédita da vida microscópica. Investigações semelhantes levadas a cabo por Jan Swammerdam renovaram o interesse na entomologia e permitiram elaborar as técnicas básicas de coloração e dissecação microscópicas.

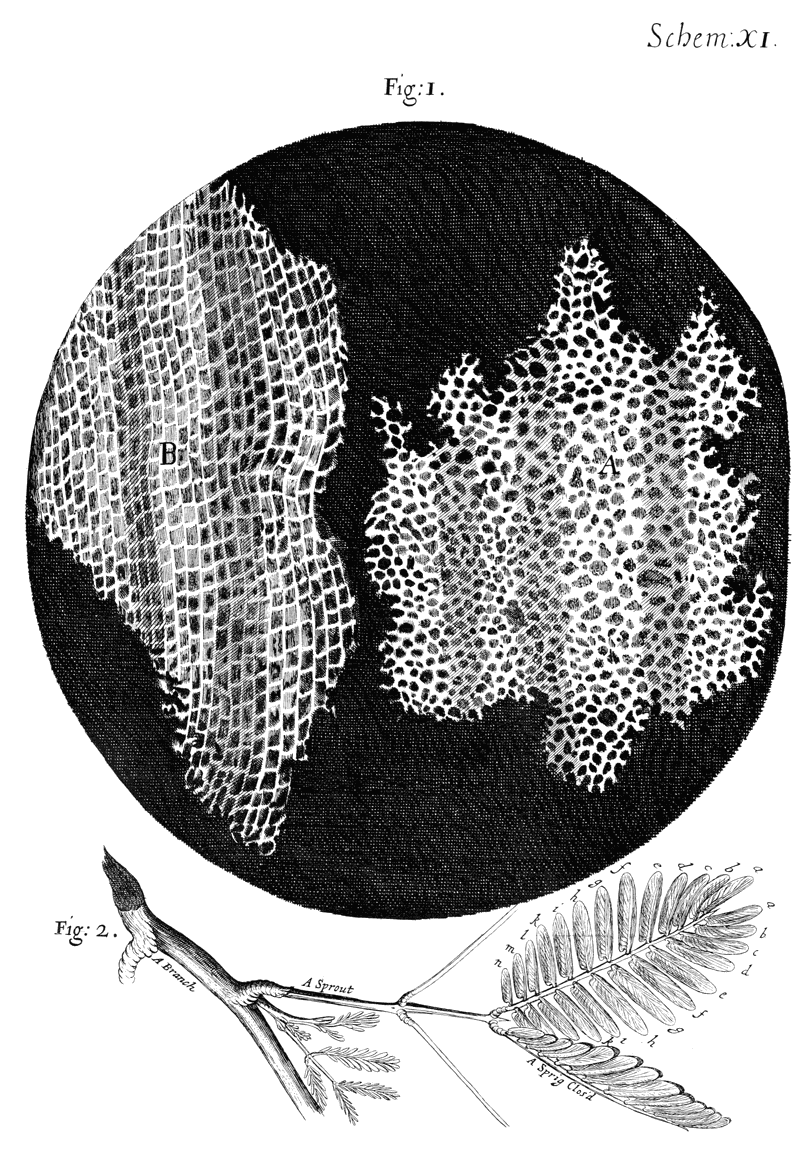
Robert Hooke introduziu o termo célula na sua obra Micrographia, para designar estruturas biológicas como as deste fragmento de cortiça. No entanto, seria apenas durante o século XIX que os biólogos viriam a considerar as células como o elemento basilar da vida

Nesta época, é notável a descoberta de novos organismos, enviados de barco para as capitais europeias a partir de qualquer canto do mundo. Botânicos como John Ray trabalham na incorporação desta afluência de novos elementos numa taxonomia coerente. Sistematiza-se também a paleontologia: em 1669 Nicholas Steno publica um ensaio sobre como os restos mortais dos organismos podiam ser aprisionados entre camadas de sedimentos e mineralizados de forma a produzir fósseis. Embora a teoria de Steno sobre a fossilização fosse bastante conhecida e debatida entre filósofos naturalistas, a afirmação de que todos os fósseis tinham origem orgânica só seria aceite por todos os naturalistas no fim do século XVIII, muito devido ao debate filosófico e teológico motivado pelas questões da idade da Terra e da extinção.

## Século XIX: surgem as disciplinas biológicas
Até ao século XIX, o âmbito do que hoje entendemos como biologia dividia-se entre a medicina, que lidava com as questões da fisiologia, e a história natural, que se debruçava com a biodiversidade e interações entre as diferentes formas de vida. Por volta de 1900, estes domínios tinham já dado lugar a disciplinas científicas especializadas como a citologia, bacteriologia, morfologia, embriologia, geografia e geologia.

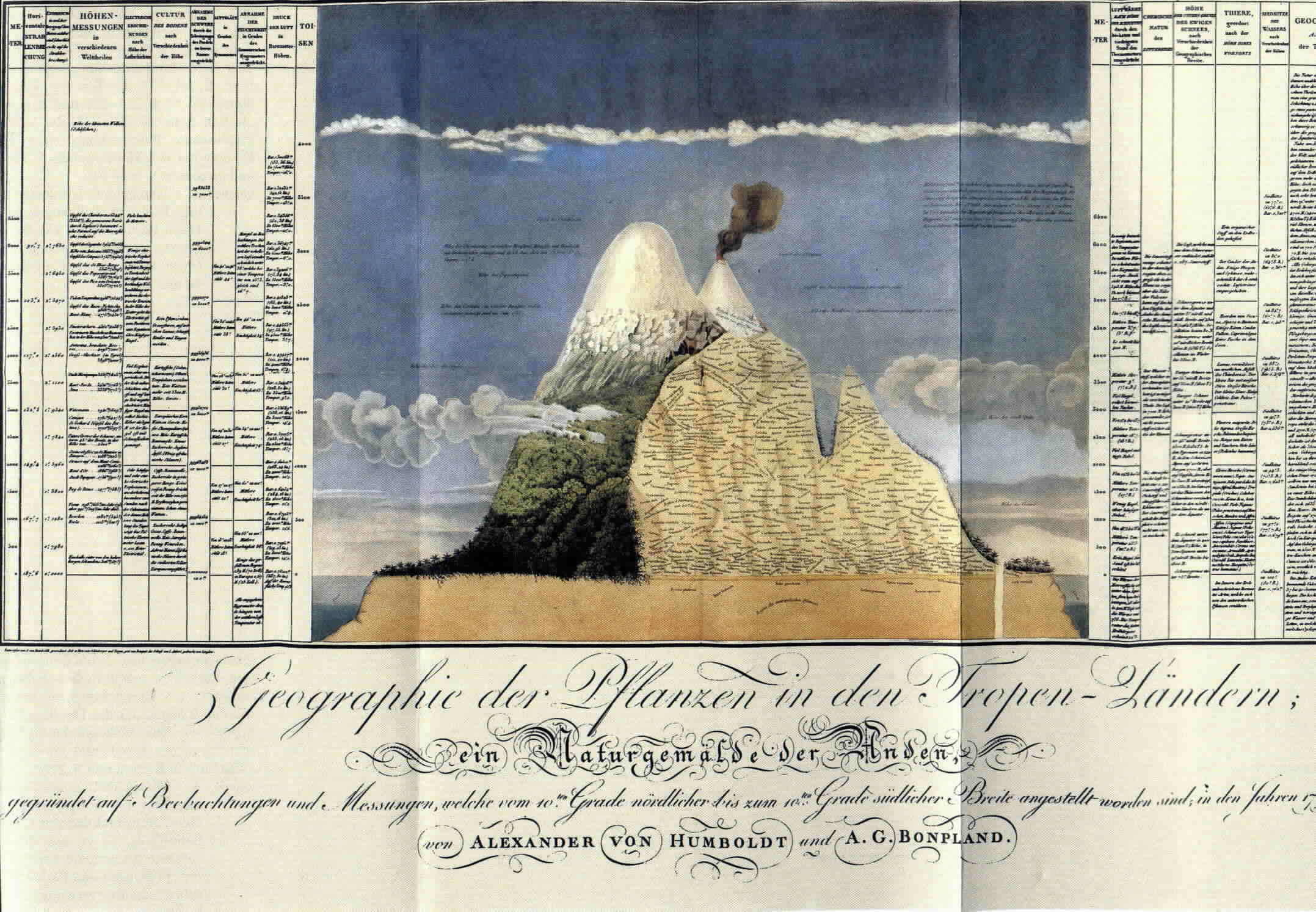
Ao longo das suas viagens, Alexander von Humboldt catalogou a distribuição de espécies de plantas em vários habitats, em conjunto com condicionantes físicas como a pressão e temperatura

### História natural e filosofia natural
O grande número de expedições levadas a cabo por naturalistas na primeira metade do século XIX trouxe consigo novas informações sobre a diversidade e distribuição das espécies. Nesta área, destaca-se o trabalho de Alexander von Humboldt, que analisou a relação entre organismos e o seu habitat (ou seja, no domínio da história natural) recorrendo à abordagem quantitativa da filosofia natural (ou seja, física e química). A obra de Humboldt lançou as bases para o estabelecimento da biogeografia e serviu como inspiração a gerações de investigadores.

#### Geologia e paleontologia
A emergência da geologia aproximou também a história natural e a filosofia natural. A adopção da carta estratigráfica permitiu estabelecer relações entre a distribuição espacial dos organismos com a sua distribuição cronológica, precursor fundamental dos conceitos relativos à evolução. Durante a última década do século XVIII e princípio do século XIX, investigadores como Georges Cuvier contribuíram com avanços significativos na anatomia comparada, que possibilitaram as reconstruções paleontológicas dos organismos aos quais pertenciam os fósseis até então descobertos. Por meio destas reconstruções, Cuvier convenceu a comunidade científica da ocorrência do fenômeno da extinção, durante a história da Terra, o qual era negado por naturalistas que acreditavam que os fósseis de organismos desconhecidos, seriam os restos mortais de organismos que ainda poderiam ser encontrados vivos nalguma parte da Terra. Os avanços da anatomia comparada de Georges Cuvier consequentemente possibilitaram que os organismos extintos, somente encontrados em sua forma fóssil, passassem a ser classificados taxonomicamente em conjunto com os organismos atuais, o que foi fundamental para a compreensão e a descrição da história da vida na Terra. Os fósseis descobertos e descritos por Gideon Mantell, William Buckland, Mary Anning e Richard Owen, entre outros, ajudou a determinar que teria existido uma "idade dos répteis" anterior aos próprios animais pré-históricos. Estas revelações suscitaram o interesse e a imaginação da sociedade, contribuindo imenso para a percepção pública da história da vida na Terra. A maior parte destes geólogos identificava-se com a teoria do catastrofismo, no entanto a obra seminal de Charles Lyell Princípios da Geologia, publicada em 1830, veio popularizar o uniformitarismo de James Hutton, uma teoria que explicava o passado e presente geológicos em termos semelhantes.

#### Evolução e biogeografia

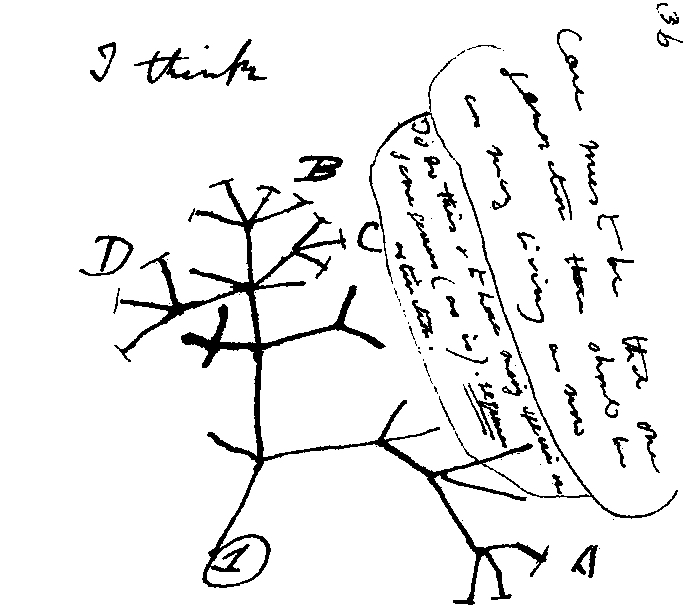
O primeiro esboço da árvore da evolução de Charles Darwin, retirado do seu caderno First Notebook on Transmutation of Species, de 1837

A mais significativa teoria evolucionista anterior a Darwin foi a de Jean-Baptiste Lamarck, fundamentada na herança de caracteres adquiridos, mecanismo hereditário plenamente aceite até ao século XX, e que descrevia uma cadeia evolutiva desde os micróbios mais simples até aos humanos. O naturalista britânico Charles Darwin, tendo como base a abordagem biogeográfica de Humboldt, o uniformitarismo geológico de Lyell, os textos sobre o crescimento populacional de Thomas Malthus, e a sua própria perícia no campo da morfologia, foi o autor de uma nova teoria da evolução por meio de seleção natural, que viria a ser aceite pela maior parte dos cientistas até aos dias de hoje, e que causou um impacto profundo nas ciências naturais. As mesmas premissas levaram a que Alfred Russel Wallace chegasse à mesma conclusão.
A publicação da teoria de Darwin em 1859, no livro A Origem das Espécies, é hoje vista como o acontecimento determinante na história da biologia moderna. A reputação de Darwin como naturalista, o tom moderado do texto, e sobretudo a solidez e quantidade das provas apresentadas, permitiram à obra alcançar um grande sucesso, quando comparada com teorias evolucionistas anteriores, como o anónimo Vestiges of the Natural History of Creation. A maior parte dos cientistas estaria convicta dos princípios da evolução e da origem comum por volta do fim do século XIX. No entanto, a explicação da seleção natural como o principal mecanismo de evolução só seria plenamente aceite em meados do século XX, uma vez que a teoria de variação aleatória mostrava ser incompatível com a maior parte das teorias sobre hereditariedade da época.
Wallace, retomando trabalhos anteriores de de Candolle, Humboldt e Darwin, contribuiu de forma significativa para a zoogeografia. Em função do seu interesse pela hipótese da transmutação, prestou particular atenção à distribuição geográfica de espécies próximas durante expedições à América do Sul e ao Arquipélago malaio. Durante a sua estadia nesta última região, identificou ao longo das Ilhas Molucas o que viria a ser a Linha de Wallace, e que divide a fauna do arquipélago entre a zona Asiática e a zona da Nova Guiné. A sua questão fundamental, o porquê da fauna em climas semelhantes ser tão diferente, apenas poderia ser respondida considerando a sua origem. Em 1876 escreveu The Geographical Distribution of Animals, que seria a obra de referência na área por mais de meio século, e uma sequela em 1880 intitulada Island Life, centrada na biogeografia das ilhas. Complementou também o sistema de seis zonas, inicialmente desenvolvido por Philip Sclater para descrever a distribuição geográfica de aves, alargando-o a todas as espécies de animais. O seu método de tabulação de dados em grupos de animais por zonas geográficas fez sobressair as várias descontinuidades e a sua percepção da evolução permitiu-lhe sugerir várias explicações racionais até então inéditas.
O estudo científico da hereditariedade desenvolveu-se depois da publicação da Origem das Espécies e sobretudo através do trabalho de Francis Galton no campo da biometria. A origem da genética é frequentemente atribuída à obra de 1866 de Gregor Mendel, ao qual são creditadas as leis da hereditariedade. No entanto, o seu trabalho só seria reconhecido como relevante 35 anos após a sua publicação. Durante esse período, foram debatidas uma série de teorias sobre a hereditariedade baseadas na pangénese, ortogénese ou ainda em outros mecanismos.

### Fisiologia
Ao longo do século XIX, o âmbito da fisiologia humana foi alargado, a partir de um campo orientado fundamentalmente para a medicina, em direção a uma investigação em larga escala dos processos físicos e químicos da vida, incluindo plantas, animais e até microorganismos para além do ser humano. A metáfora organismos como máquinas tornou-se dominante na cultura científica.

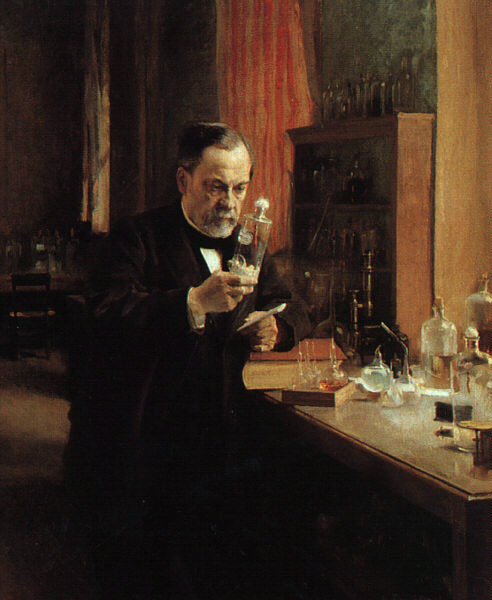
As inovações na vidraria de laboratório e os métodos experimentais introduzidos por Louis Pasteur e outros biólogos foram um passo decisivo no novo campo da bacteriologia durante o final do século XIX

#### Teoria celular, embriologia, e teoria microbiana
Os progressos na microscopia exerceram também um impacto profundo no raciocínio lógico no campo da biologia. No início do século XIX, uma série de biólogos fizeram notar a importância crucial das células. Em 1838 e 1839, Schleiden e Schwann promoveram as noções da célula como a unidade básica do organismo e de que cada célula individual contém todas as características essenciais à vida, embora se tenham inicialmente oposto à ideia de que todas as células nascem a partir da divisão de outras células. Contudo, graças ao posterior trabalho de Robert Remak e Rudolf Virchow, na década de 1860, estas três premissas eram já consensuais entre a comunidade científica e estariam na origem do que viria a ser a teoria celular.
A teoria celular fez com que os investigadores encarassem os organismos individuais como conjugações interdependentes de células individuais. Os cientistas que atuavam no novo campo da citologia, dotados de microscópios com um cada vez maior poder de ampliação e novos métodos de coloração, cedo concluíram que mesmo as próprias células eram muito mais complexas do que os compartimentos homogéneos e contentores de líquido descritos pelos primeiros microscopistas. Robert Brown tinha já descrito o núcleo celular em 1831 e, por volta do fim do século, os citologistas tinham já identificado vários dos componentes essenciais das células: cromossomas, centrossomas, cloroplastos e outras estruturas observadas com recurso à coloração. Entre 1874 e 1884 Walther Flemming descreveu as várias etapas da mitose, demonstrando que não se tratavam de artefactos devido à coloração, mas que ocorriam em células vivas, e demonstrando também que o número de cromossomas duplica imediatamente antes da célula se dividir e de ser produzida uma célula nova. Grande parte destas pesquisas sobre reprodução celular foram sistematizadas por August Weismann na sua teoria da hereditariedade: identificou o núcleo, sobretudo os cromossomas, como o material genético, propôs a diferenciação entre célula somática e célula germinativa, e adoptou a teoria da pangénese de Hugo de Vries. O Weismannismo foi uma corrente extremamente influente, sobretudo no novo campo da embriologia experimental.
Em meados da década de 1850, a teoria miasmática tinha já sido amplamente suplantada pela teoria microbiana, levando a um acréscimo de interesse nos microorganismos e na sua interação com outras formas de vida. Durante a década de 1880, a bacteriologia tornava-se já uma disciplina coesa, sobretudo devido ao trabalho de Robert Koch, que apresentou métodos para a criação de culturas puras contendo nutrientes específicos em placas de Petri. A ideia enraizada de que os organismos vivos podiam ter facilmente origem em matéria inorgânica, ou geração espontânea, foi desmistificada numa série de experiências levadas a cabo por Louis Pasteur. Ao mesmo tempo, continuaram os debates que opunham o mecanicismo ao vitalismo, uma questão permanente desde a época de Aristóteles.

#### A ascensão da química orgânica e da fisiologia experimental
Um dos principais problemas apresentados pela química era a difícil diferenciação entre substâncias orgânicas e inorgânicas, sobretudo no contexto de alterações orgânicas como a fermentação ou a putrefação. Desde Aristóteles que estes processos tinham sido considerados como essencialmente biológicos. No entanto, Friedrich Wöhler, Justus Liebig e outros pioneiros do campo da química orgânica, demonstraram a partir do trabalho de Lavoisier que o mundo orgânico podia em grande parte ser analisado recorrendo a métodos da química e da física. Em 1828 Wöhler demonstrou que a ureia, uma substância orgânica, podia ser obtida a partir de processos químicos que não envolviam vida, o que desafiou a teoria vigente do vitalismo. Foram também descobertos extratos celulares capazes de agir sobre alterações químicas, tal como demonstrado pela diastase em 1833. Por volta do fim do século, o conceito de enzima encontrava-se já plenamente aceite, embora as equações de cinética química só tenham sido aplicadas às reações enzimáticas no início do século seguinte.
Alguns fisiologistas como Claude Bernard investigaram as funções químicas e físicas dos organismos vivos, recorrendo a métodos experimentais como a vivissecção e lançando as fundações da biomecânica e da endocrinologia, disciplina em rápida ascensão depois da descoberta da primeira hormona em 1902. As suas descobertas foram igualmente fundamentais para a investigação da nutrição e digestão. A importância e diversidade dos métodos experimentais de fisiologia, tanto na medicina como na biologia, desenvolveu-se durante a segunda metade do século XIX. O domínio e manipulação dos processos da vida tornaram-se uma preocupação fundamental e o experimentalismo foi colocado no centro da formação em biologia.

## A biologia noséculo XX
No início do século XX, a pesquisa biológica era ainda feita segundo os preceitos da história natural, que colocava a ênfase nas análises morfológicas e filogenéticas. No entanto, fisiologistas e embriologistas que se posicionavam contra o vitalismo, sobretudo na Europa, tornavam-se cada vez mais influentes. O enorme sucesso da abordagem experimentalista ao desenvolvimento, hereditariedade e metabolismo durante as décadas de 1900 e 1910 demonstrou o poder do experimentalismo na biologia. Nas décadas que se seguiram, o método experimental substituiu em definitivo a história natural como dominante na investigação.

### Ecologia e ciências ambientais
Durante as primeiras décadas do século, os naturalistas confrontaram-se com a necessidade de incluir na sua metodologia maior rigor e de preferencialmente recorrer ao experimentalismo, tal como havia acontecido nas novas disciplinas da biologia que cada vez mais recorriam ao trabalho de laboratório. A ecologia surgiu a partir da conjugação da biogeografia com o conceito de ciclo biogeoquímico, promovido pela comunidade de químicos. Os biólogos de campo introduziram vários métodos de análise quantitativa, como a quadrícula, adaptando também instrumentos e câmaras de laboratório às condições de exterior, afastando-se assim da concepção tradicional da história natural. Zoólogos e botânicos fizeram o que estava ao seu alcance para mitigar os efeitos da imprevisibilidade do meio vivo, recorrendo sobretudo a experiências de laboratório e estudos em ambientes naturais semi-controlados como os jardins. Novas instituições científicas de ponta, como os pioneiros Cold Spring Harbor Laboratory e Marine Biological Laboratory, vieram disponibilizar uma variedade ainda maior de ambientes controlados para o estudo de organismos ao longo de todo o seu ciclo de vida.
O conceito de sucessão ecológica, promovido nas décadas de 1900 e 1910 por Henry Chandler Cowles, Eugenius Warming e Frederic Clements, desempenhou um papel importante nos primórdios da ecologia. Papel igualmente pioneiro, entre os sucessivos métodos quantitativos que dominaram as especialidades ecológicas então em desenvolvimento, tiveram as equações predador-presa de Alfred Lotka; as pesquisas sobre limnologia, ou biogeografia e estrutura biogeoquímica dos cursos de água, de G. E. Hutchinson; e as pesquisas sobre a cadeia alimentar animal de Charles Elton e Raymond Lindeman. A ecologia tornou-se uma disciplina autónoma durante as décadas de 1940 e 1950, depois de Eugene Odum ter sintetizado muitos dos conceitos relativos à ecologia do ecossistema, centrando o campo de estudo nas relações entre grupos de organismos, sobretudo as relações de ordem material e de energia.
Na década de 1960, à medida que os teóricos evolucionistas anteviam a possibilidade de haver múltiplas unidades de seleção, a comunidade ecológica fomentou sobretudo abordagens evolucionistas. No campo da ecologia da população o debate esteve centrado na questão da seleção de grupo, levando a que já em 1970 a maior parte dos biólogos tivesse concordado que a seleção natural raramente era eficaz num nível superior ao do organismo individual. A evolução dos ecossistemas viria a tornar-se um dos principais e permanentes focos de investigação. A partir de finais da década de 1960, assiste-se a uma assinalável expansão da ecologia em consequência da ascensão do movimento ambientalista. O Programa Biológico Internacional procurou implementar na ecologia dos ecossistemas e do ambiente os mesmos métodos já usados em programas científicos de grande escala realizados durante o pós-guerra, em face do enorme avanço que representaram na área da física. Projetos independentes e de menor escala, como a biogeografia insular e a Hubbard Brook Experimental Forest vieram também contribuir para redefinir o âmbito de uma disciplina cada vez mais diversificada.

### Genética clássica, a síntese moderna e a teoria evolucionária

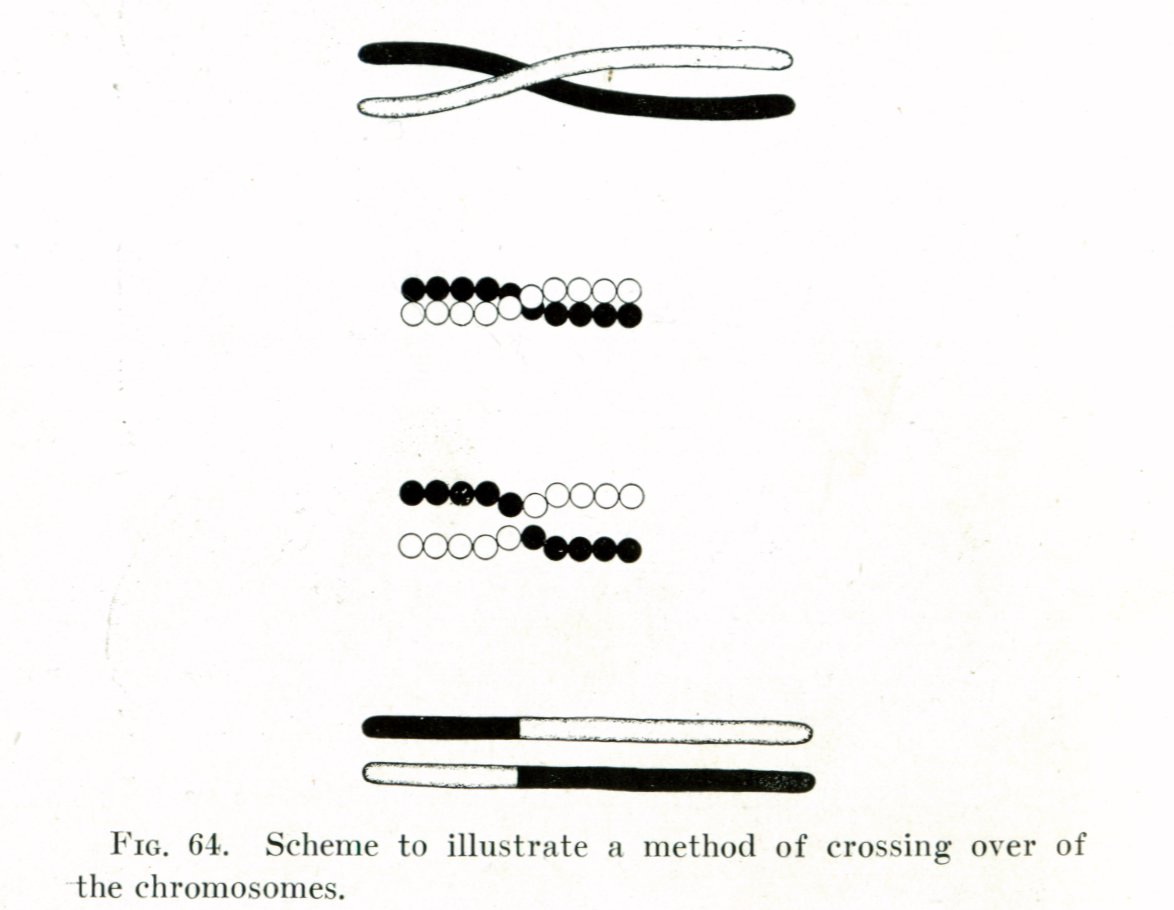
Ilustração do cruzamento cromossómico da autoria de Thomas Hunt Morgan, um dos princípios da teoria da hereditariedade de Mendel

O ano de 1900 marcou a chamada redescoberta de Mendel. Hugo de Vries, Carl Correns, e Erich von Tschermak-Seysenegg, ainda que autonomamente, elaboraram as leis de Mendel, que não estavam ainda explícitas na obra do próprio. Pouco tempo depois, citologistas propõem que o material hereditário está presente nos cromossomas. Thomas Hunt Morgan, com base nas anteriores hipóteses e apoiado pelos próprios resultados de ensaios laboratoriais com Drosophila realizados entre 1910 e 1915, viria a propor a teoria cromossomática da hereditariedade. Morgan quantificou o fenómeno das ligações genéticas e postulou que os genes residem nos cromossomas, lançando também a hipótese da existência de um cruzamento cromossómico que explicasse a ligação entre si e fazendo ainda o primeiro mapa genético da Drosophila melanogaster, que viria a ser um dos mais recorrentes organismos-modelo.
Hugo de Vries tentou estabelecer uma ligação entre a evolução e a genética, disciplina que então dava os seus primeiros passos. Fundamentando-se no seu trabalho sobre hereditariedade e hibridismo, propôs uma teoria sobre o mutacionismo, que viria a alcançar consenso entre a comunidade científica no início do século XX. O lamarquismo contava igualmente com imensos proponentes. No entanto, o darwinismo era ainda visto como incompatível com os caracteres hereditários estudados em biometria, que pareciam ser herdados apenas de forma parcial. Nas décadas de 1920 e 1930 surge a disciplina da genética populacional, fruto sobretudo do trabalho de R. A. Fisher, J. B. S. Haldane e Sewall Wright, que unificaram a noção de evolução através de seleção natural com a genética mendeliana, dando origem à síntese evolutiva moderna. A herança de caracteres adquiridos foi rejeitada, ao passo que o mutacionismo foi sendo suplantado pelas teorias genéticas.
Na segunda metade do século, os conceitos de genética populacional começaram também a ser aplicados nas novas disciplinas da genética comportamental, sociobiologia e, sobretudo nos humanos, da psicologia evolucionista. Na década de 1960 W. D. Hamilton elaborou métodos similares à teoria dos jogos que pudessem explicar o altruísmo de uma perspetiva evolucionista através da seleção de parentesco. A possível origem de organismos complexos através da endossimbiose, e as diferentes abordagens à evolução molecular entre a visão da evolução centrada nos genes e a teoria naturalista da evolução, estiveram na origem de permanentes debates sobre o real papel do adaptacionismo e da eventualidade na teoria evolucionista.
Na década de 1970 Stephen Jay Gould e Niles Eldredge propuseram a teoria do equilíbrio pontuado, que sustenta que a estase genética é a característica fundamental do registo fóssil, e que grande parte das alterações evolucionárias ocorre muito rapidamente em períodos de tempo relativamente curtos. Em 1980 Luis Alvarez e Walter Alvarez lançaram a hipótese que um evento de impacto teria sido o responsável pela extinção do Cretáceo-Peleogeno. Também na mesma década, a análise estatística do registo fóssil de organismos marinhos publicada por Jack Sepkoski e David M. Raup, veio proporcionar uma melhor compreensão da importância dos eventos de extinção em massa para a história da Terra.

### Bioquímica, microbiologia e biologia molecular
No fim do século XIX tinha já sido descoberta a maior parte dos mecanismos de metabolismo das drogas, dos contornos do metabolismo das proteínas e ácidos gordos, e sido feita a síntese da ureia. Durante as primeiras décadas do século XX começaram a ser isoladas e sintetizadas as vitaminas. Progressos nas técnicas laboratoriais, como a cromatografia e a eletroforese possibilitaram a rápidos avanços na química fisiológica que, tal como a bioquímica, começava a autonomizar-se em relação à medicina que esteve na sua génese. Durante as décadas de 1920 e 1930 um grupo de bioquímicos liderado por Hans Krebs, Carl e Gerty Cori descodificou várias das vias metabólicas do organismo: o ciclo do ácido cítrico, a glicogénese e a glicólise, bem como a síntese dos esteroides e das porfirinas. Entre as décadas de 1930 e 1950, Fritz Lipmann viria a determinar o papel do ATP como o principal portador de energia nas células, e da mitocôndria como a sua principal fonte energética. A pesquisa em bioquímica seria um dos campos mais ativos na biologia até à atualidade.

#### A origem da biologia molecular
A evolução da genética clássica levou a que uma nova vaga de biólogos se voltasse para as questões dos genes e da sua natureza física. Durante as décadas de 1930 e 1940, a Fundação Rockefeller financiou grande parte das mais significativas descobertas na área da biologia. Warren Weaver, diretor da divisão científica da fundação, foi o promotor inúmeras bolsas de incentivo à pesquisa que aplicasse os métodos da física e da química às questões elementares da biologia, introduzindo em 1938 o termo biologia molecular para definir esta nova abordagem.

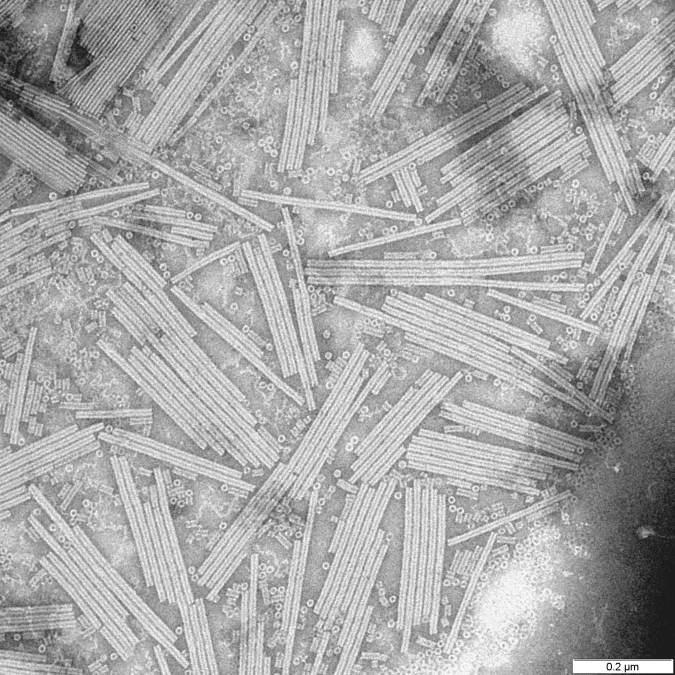
A cristalização do vírus do mosaico do tabaco em nucleoproteína pura, realizada por Wendell Stanley em 1939, convenceu inúmeros biólogos de que a hereditariedade podia ser explicada exclusivamente através da química e da física

 Tal como aconteceu em bioquímica, durante o início do século XX assistiu-se a uma cada vez maior sobreposição de competências da bacteriologia e da virologia, mais tarde conjugadas na microbiologia. O isolamento dos bacteriófagos por Félix d'Herelle durante a Primeira Guerra Mundial marcou o início de uma longa série de pesquisas sobre os vírus fagos e as bactérias por si infetadas.
A criação de organismos padrão e geneticamente uniformes para que se pudesse obter resultados de laboratório em condições semelhantes foi crucial para o desenvolvimento da genética molecular. Após investigações iniciais com amostras de Drosophila e milho, a adopção de modelos científicos mais simples, como o bolor do pão Neurospora crassa tornou possível correlacionar a genética com a bioquímica, sobretudo a partir da hipótese de um gene-uma enzima formulada por Beadle e Tatum em 1941. A investigação genética em sistemas ainda mais simples como no vírus do mosaico do tabaco e nos bacteriófagos, aliada a inovações tecnológicas como o microscópio eletrónico e a ultracentrifugação, vieram colocar em questão o próprio conceito de vida. A hereditariedade dos vírus e a reprodução de estruturas celulares nucleoproteicas no exterior do núcleo vieram também questionar os pressupostos da teoria Mendeliana dos cromossomas.

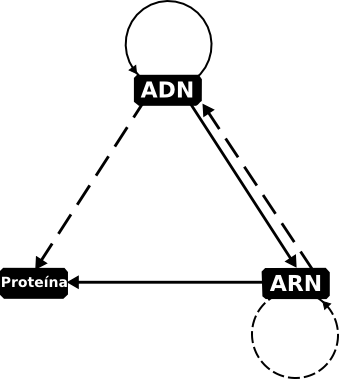
O dogma central da biologia molecular proposto por Francis Crick em 1958. A figura ilustra uma reconstrução do autor da sua concepção original do dogma. As linhas contínuas representam, à data de 1958, as formas conhecidas de transferência de informação, e as linhas descontínuas as formas postuladas

Oswald Avery tinha já postulado em 1943 que o material genético dos cromossomas estaria contido no ADN, e não na sua proteína. A hipótese seria definitivamente confirmada em 1952 através da experiência de Hershey–Chase, uma de várias contribuições do Phage Group, centrado na figura de Max Delbrück. Em 1953, James D. Watson e Francis Crick, com base no trabalho de Maurice Wilkins e Rosalind Franklin, sugeriram que a estrutura do ADN seria uma dupla hélice. No seu célebre artigo Molecular Structure of Nucleic Acids, os autores fazem notar que "Não pudemos deixar de observar que o par por nós postulado sugere de forma direta a existência de um possível mecanismo de cópia do material genético". Após a confirmação da replicação semi-conservativa do ADN, demonstrada na experiência de Meselson-Stahl realizada em 1958, tornou-se claro para a maior parte dos biólogos que a sequência de ácido nucleico deveria de alguma forma determinar a sequência dos aminoácidos nas proteínas. George Gamow propôs que um código genético estático ligaria as proteínas e o ADN. Entre 1953 e 1961, embora houvesse ainda poucas sequências biológicas conhecidas, havia já uma série de sistemas de codificação propostos, situação que se tornaria ainda mais complexa à medida que se investigava o papel intermédio do ARN. Para decifrar completamente o código, foram levadas a cabo entre 1961 e 1966 uma série de experiências em bioquímica e genética bacterial, entre as quais se destacam os resultados de Nirenberg e Khorana.

#### O desenvolvimento da biologia molecular
No fim da década de 1950, os maiores centros de investigação em biologia molecular são a Divisão de Biologia no Instituto de Tecnologia da Califórnia, o Laboratório de Biologia Molecular da Universidade de Cambridge e o Instituto Pasteur. Os investigadores em Cambridge, sob a direção de Max Perutz e John Kendrew, focam a sua atenção no campo da biologia estrutural, conjugando a cristalografia de raios X com a modelagem molecular e as novas possibilidades de cálculo com o advento da computação digital. Um grupo de bioquímicos orientado por Frederick Sanger juntar-se-ia mais tarde ao laboratório, integrando o estudo das funções e estruturas macromoleculares. No Instituto Pasteur, François Jacob e Jacques Monod publicam uma série de artigos sobre o operon lac, que estariam na origem do conceito da regulação genética e na identificação do que viria a ser designado por ARN mensageiro. Em meados da década de 1960, o modelo fundamental do metabolismo e reprodução em biologia molecular estava já definido. Para a biologia molecular, o fim da década de 1959 e o início da década de 1970 representam um período de investigação exaustiva e de acreditação institucional, numa área que apenas muito recentemente se tinha tornado numa disciplina coerente. Durante aquilo que Edward Osborne Wilson viria a chamar de Guerra Molecular, os métodos e o número de investigadores dedicados à biologia molecular cresceram exponencialmente, chegando mesmo a dominar departamentos ou disciplinas por inteiro. A molecularização assumia um papel particularmente importante para a genética,imunologia, embriologia e neurobiologia. A noção da vida como sendo controlada por um programa genético, uma metáfora introduzida por Jacob e Monod a partir da cibernética e da ciência da computação, viria a tornar-se uma perspetiva bastante influente na biologia. A imunologia em particular viria a estreitar laços com a biologia molecular, com pontos de inovação comuns: a teoria da seleção clonal, proposta por Niels Jerne e Frank Macfarlane Burnet na década de 1950, foi fundamental na compreensão dos mecanismos gerais de síntese proteica.
A crescente influência da biologia molecular foi alvo de alguma resistência, evidente sobretudo na biologia evolutiva. O sequenciação das proteínas encerrava um potencial imenso para o estudo quantitativo da evolução, através da hipótese do relógio molecular, mas a relevância da biologia molecular na resposta às grandes questões das causas evolutivas era posta em causa pelos biólogos evolutivos de topo. À medida que os biólogos organicistas afirmavam a sua independência, assiste-se à fraturação crescente entre os departamentos e disciplinas. Neste contexto que Theodosius Dobzhansky publica a sua famosa declaração de que nada na biologia faz sentido excepto à luz da evolução como resposta às interrogações levantadas pela biologia molecular. O assunto tornou-se ainda mais fraturante em 1968, quando a teoria neutralista da evolução de Motoo Kimura sugere que a seleção natural não seria a causa universal e única da evolução, pelo menos a nível molecular, e de que a evolução molecular poderia ser um processo completamente diferente da evolução morfológica.

### Biotecnologia, engenharia genética e genómica
A biotecnologia tem sido um campo importante da biologia desde o fim do século XIX. Com a industrialização da agricultura e do processo de fabrico de cerveja, os biólogos tomaram consciência do enorme potencial dos processos biológicos controlados. A fermentação, em particular, foi um dos grandes catalisadores da indústria química. Por volta do início da década de 1970, estavam já em desenvolvimento uma série de biotecnologias, desde drogas como a penicilina ou esteroides e alimentos como a Chlorella, até uma série de culturas agrícolas híbridas que estiveram na origem da Revolução Verde.

Estirpes da bactéria Escherichia coli criadas através do recurso a técnicas de engenharia genética, são ferramentas essenciais na biotecnologia e em vários campos de investigação biológica

#### ADN Recombinante
A concepção contemporânea da engenharia genética tem início na década de 1970 com a criação de técnicas de ADN recombinante. As enzimas de restrição tinham já sido descobertas no final da década de 1960, em sequência do isolamento, duplicação e síntese dos genes virais. Uma sequência de investigações iniciada no laboratório de Paul Berg em 1972, com o apoio do laboratório de Herbert Boyer e do estudo sobre as ligases de Arthur Kornberg, culminaria na produção dos primeiros organismos transgénicos. Esta inovação seria pouco tempo depois complementada pela adição de genes de resistência antibiótica e de plasmídeos, aumentando de forma muito significativa a sua eficácia.
Conscientes dos potenciais perigos inerentes, sobretudo a possível proliferação de uma bactéria portadora de um gene cancerígeno viral, tanto a comunidade científica como vastos setores da sociedade reagiram apreensivamente a estas descobertas. Vários biólogos moleculares de topo sugeriram que fosse imposta uma moratória temporária na investigação de ADN recombinante até que pudessem ser analisados todos os eventuais perigos e criadas leis que regessem a atividade. A Conferência de Asilomar, realizada em 1975, concluiu que o uso da tecnologia seria seguro, definindo também a respetiva regulação da atividade.
Após a conferência, assistiu-se a um surto de novas técnicas e aplicações da engenharia genética. O trabalho pioneiro de Frederick Sanger e Walter Gilbert produziu avanços significativos nos métodos de sequenciação de ADN, a par de novas técnicas de transfecção e síntese de oligonucleotídeos. A investigação descobriu como controlar a expressão de transgenes, o que levou a uma competição acentuada, tanto no contexto académico como industrial, para a criação de organismos capazes de expressar genes humanos tendo em vista a produção de hormonas humanas. No entanto, isto revelar-se-ia mais complexo do que as previsões iniciais; o percurso de investigação entre 1977 e 1980 revelou que, devido ao fenómeno de splicing, os organismos maiores possuíam um sistema de expressão génica muito mais complexo do que os modelos de bactéria usados nos primeiros estudos. A síntese da insulina humana, conseguida nos laboratórios da Genentech, marca simultaneamente a primeira vitória na corrida às patentes e o início do boom da biotecnologia, com uma intensidade e sobreposição nunca antes vistas entre biologia, indústria e legislação.

#### Sistemática molecular e genómica

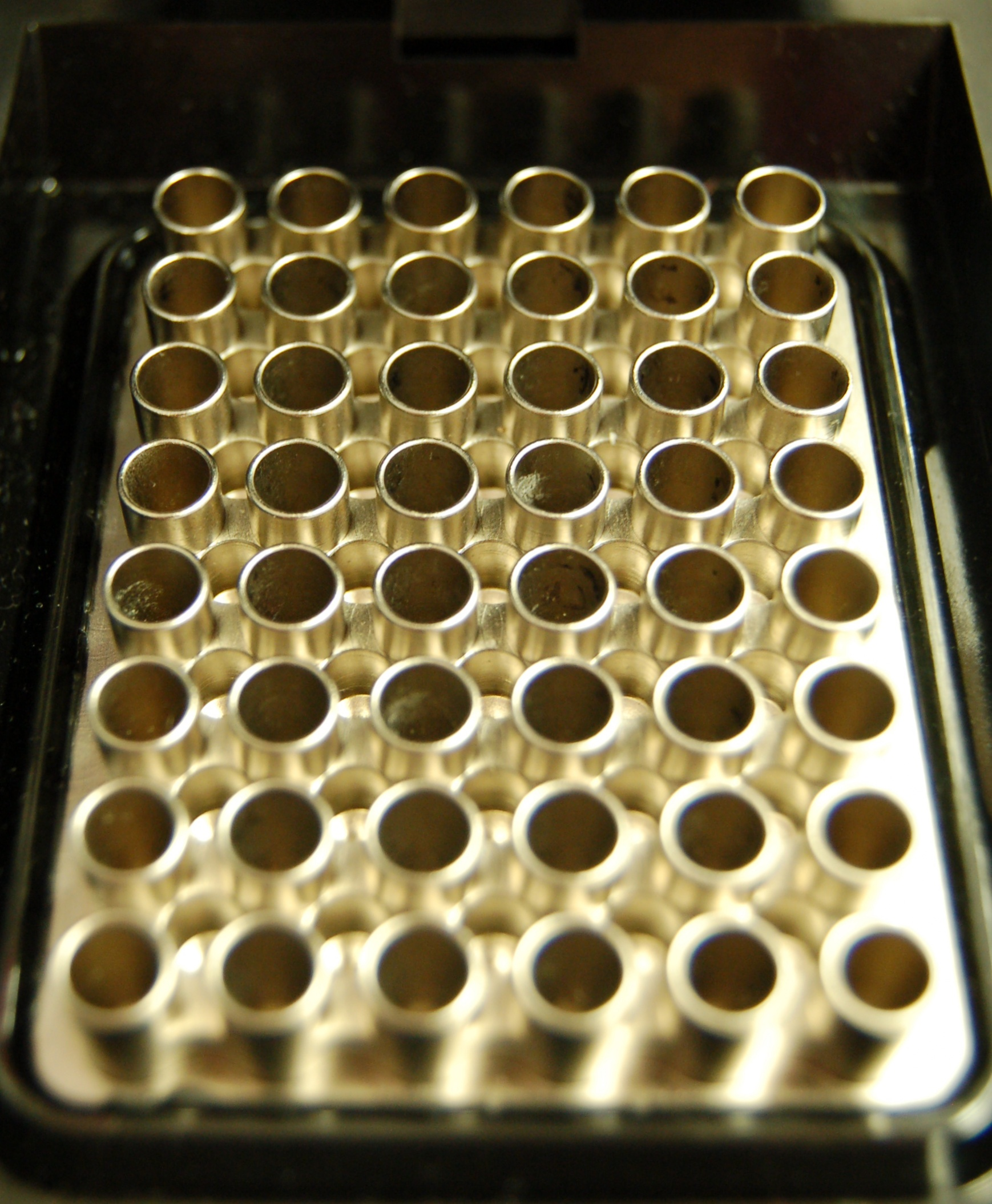
Interior de um termociclador, aparelho capaz de realizar reações em cadeia da polimerase em múltiplas amostras simultaneamente

Na década de 1980, o sequenciação de proteínas tinha já levado a alterações nos métodos de classificação científica de organismos, tendo os investigadores também começado a usar sequências de ADN e ARN como caráteres. Isto levou ao alargamento da acepção de evolução molecular dentro da biologia evolucionista, já que os resultados da filogenética molecular podiam ser comparados com as árvores filogenéticas tradicionais assentes na morfologia. A própria divisão da árvore da vida foi revista, em resposta às ideias pioneiras de Lynn Margulis patentes na teoria da endossimbiose, que sustenta que partes das organelas das células eucariotas tiveram origem nos organismos procariontes através de relações de simbiose. Durante a década de 1990, os cinco domínios (Animalia, Fungi, Plantae, Protista, Monera) deram lugar a apenas três (Archaea, Bacteria e Eukarya), em função do trabalho pioneiro de Carl Woese no campo da filogenética molecular com a sequenciação do ARN ribossomal 16S.
O desenvolvimento e popularização da reação em cadeia da polimerase (PCR) em meados da década de 1980, liderada por Kary Mullis, marcou outro momento de charneira na história contemporânea da biotecnologia, aumentando de forma exponencial a facilidade e rapidez da análise genética. A par do uso de marcadores de sequência expressa, a PCR possibilitou a descoberta de um número imenso de genes do que aqueles que podiam ser encontrados através dos métodos genéticos tradicionais, abrindo o caminho para a sequenciação de genomas completos.
A aparente unidade na morfogénese dos organismos desde o óvulo fertilizado até à fase adulta começou a ser posta em causa depois da descoberta dos genes homeobox, primeiro em moscas da fruta, depois noutros insetos e animais, incluindo os humanos. Estes dados possibilitaram avanços no campo da biologia evolutiva do desenvolvimento em direção à compreensão de como é que os diferentes panos corporais do filo animal evoluíram e qual a relação entre si.
O Projeto Genoma Humano, o maior e mais caro estudo biológico alguma vez feito, teve início em 1988 sob a orientação de James D. Watson, depois de estudos preliminares com organismos modelo geneticamente simples como a E. coli, S. cerevisiae e C. elegans. A introdução do método de shotgun sequencing e de vários métodos de análise promovidos sobretudo por Craig Venter, e a promessa de compensações financeiras com o registo de patentes, levaram a uma competição acérrima entre entidades públicas e privadas que culminaria com a primeira publicação da sequência do ADN humano anunciada em 2000.